# Острогорский, Алексей Николаевич
Алексе́й Никола́евич Острого́рский (1840—1917) — генерал от инфантерии русской императорской армии, военный педагог, писатель и публицист.

## Биография

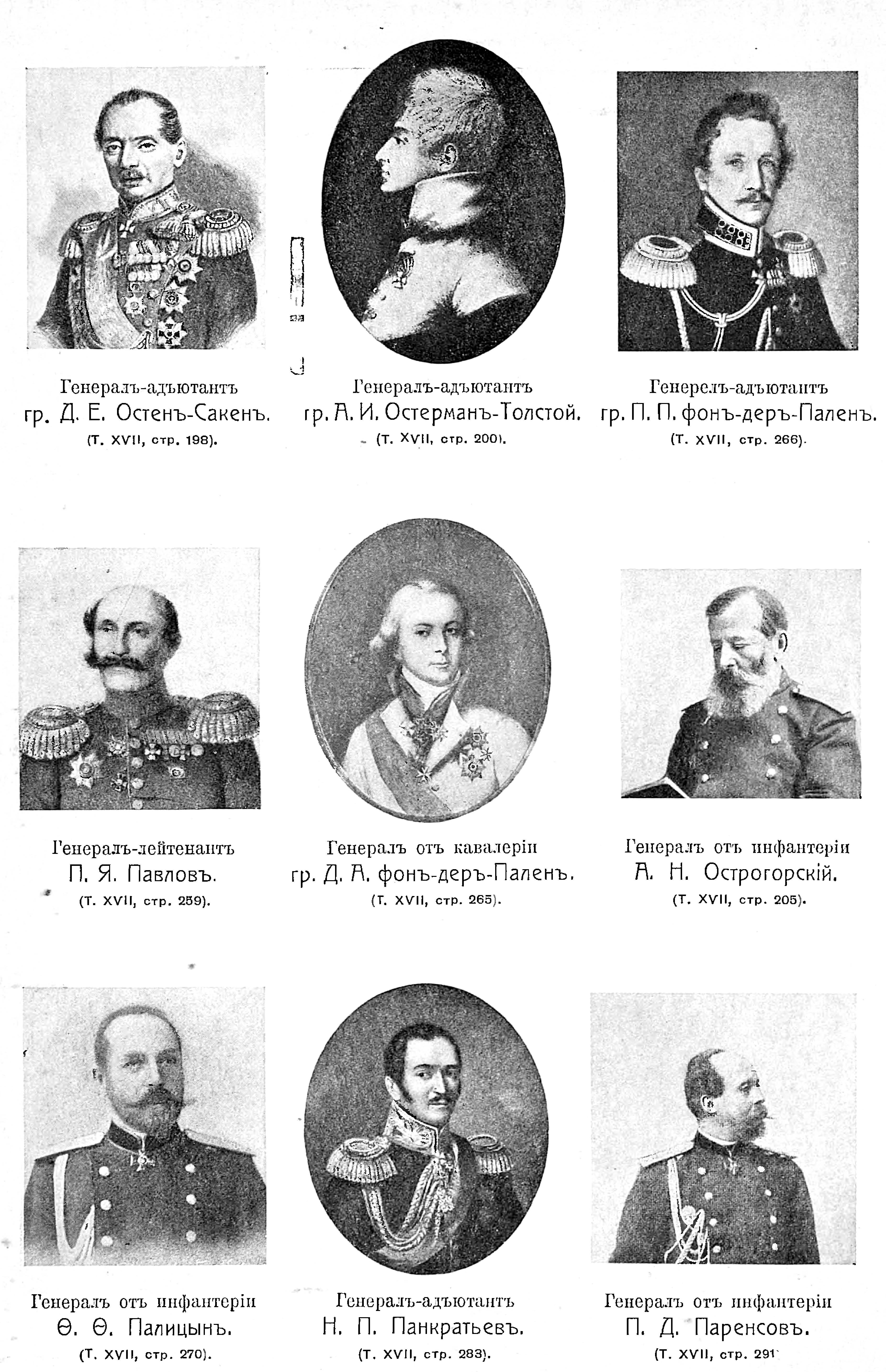
Фото из «ВЭС»
(средний ряд, справа)

Родился 25 января (6 февраля) 1840 года в Санкт-Петербурге.
Воспитывался во 2-м Петербургском кадетском корпусе; вступил в службу 30 июня 1858 года. Учился в Михайловской артиллерийской академии, окончив её по 1-му разряду в 1861 году. В течение двух лет был репетитором физики во 2-м кадетском корпусе, затем с 25 августа 1863 года по 30 мая 1872 года был в нём воспитателем; с 19 мая 1863 года — поручик, с 4 апреля 1865 — штабс-капитан, с 11 марта 1871 — капитан. Затем, до 7 июня 1877 года был инспектором классов Санкт-Петербургской военной прогимназии; 17 апреля 1874 года был произведён в полковники.
Затем был директором учительской семинарии военного ведомства в Москве: с 7 июня 1877 по 13 августа 1882 года. В 1882—1906 годах — чиновник особых поручений при Главном управлении военно-учебных заведений. Несколько лет состоял членом попечительного совета Тенишевского училища.
В педагогических журналах («Учитель», «Чтение для юношества», «Образование») публиковал статьи, посвящённые различным сторонам школьного дела, в т. ч. «Образцовый учитель» (1866), «Характеристика учеников» (1867), «О влиянии умственного развития на нравственное воспитание» (1869) и др.
В 1869—1877 годах — первый редактор журнала «Детское чтение», для которого писал научно популярные статьи и художественные произведения о природе, мире, животных.
В 1883—1910 года был редактором журнала «Педагогический сборник», в котором напечатал свои программные работы: «По вопросу о нравственности» (1887), «Справедливость в школьной жизни» (1888) и др. А. Н. Острогорский составил и издал «Педагогическую хрестоматию» с целью познакомить общественность с идеями крупнейших отечественных педагогов. А. Н. Острогорский опубликовал подготовленные К. Д. Ушинским материалы для III тома фундаментального труда К. Д. Ушинского «Человек как предмет воспитания. Опыт педагогической антропологии», снабдив их биографией великого педагога. Занимался исследованием педагогической деятельности Н. И. Пирогова.
Умер 2 (15) октября 1917 года и был похоронен на кладбище Александро-Невской лавры.

## Педагогические идеи и вклад в развитие отечественной педагогики
Большое значение в формировании человека и регуляции жизни отводил христианской этике. Считал важнейшими предметами литературу, историю, а также отводил ведущую роль воспитывающему чтению, приносящему общественные мотивы в сознание человека. Считал, что профессиональное образование учителя есть дело всего общества. Высоко ставил роль нравственности в воспитании. Считал нравственное воспитание детей наиболее жизненной стороной воспитания. В своих работах проанализировал педагогическое значение справедливости. Защищал права личности ученика. Считал, что школа должна вырабатывать в учениках более ясную и основательную самооценку. Видел тесную связь между педагогикой, психологией и художественной литературой в деле воспитания детей. Подчёркивал преимущества массового образования в подготовке человека к активной полноценной жизни в обществе. Дидактические идеи А. Н. Острогорского направлены на формирование способностей к логическому мышлению, владению вниманием и волей, анализу жизненных фактов. Пропагандировал идеи различных педагогов и мыслителей (В. Г. Белинского, К. Д. Ушинского, В. Я. Стоюнина, П. Ф. Каптерева, и особенно Н. И. Пирогова).

## Семья
Женился 16 сентября 1866 года на дочери надворного советника Варваре Александровне Алексеевой (1844—01.04.1902). Их сын — Сергей